# 伊瓜伊
伊瓜伊（葡萄牙語：Iguaí）是巴西巴伊亚州的一个市镇。总面积833.333平方公里，总人口26984人，人口密度32.4人/平方公里。